# ایزولد کوستنر
ایزولد کوستنر (انگلیسی: Isolde Kostner؛ زادهٔ ۲۰ مارس ۱۹۷۵) از برندگان مدال‌های بازی‌های المپیک زمستانی اسکی‌باز آلپاین اهل ایتالیا است.